# Relación jurídica
Relación jurídica es el vínculo que une a dos o más personas físicas o morales, respecto determinados bienes o intereses, estable y orgánicamente regulada por el Derecho, como cauce para la realización de una función social merecedora de tutela jurídica. Es el elemento más importante desde el punto de vista del derecho subjetivo, así como la norma jurídica lo es desde el punto de vista objetivo. Por consiguiente se entiende que la relación humana o de vida es aquella que al ser reconocida e integrada en el supuesto de hecho de una o varias normas, produce consecuencias jurídicas.
Mouchet y Zorraquín Becú consideran que la relación jurídica es aquella que se establece entre personas (sujetos jurídicos) a la cual una norma asigna determinadas consecuencias. Por consiguiente, las relaciones sociales que se presenten, producen consecuencias jurídicas en las cuales pueden identificarse los sujetos que intervienen en la relación.
Las distintas relaciones sociales de las que pueden ser partícipes los individuos están contempladas jurídicamente, es decir, que existe una regulación para las mismas. De dichas relaciones se derivan unos derechos y deberes que vinculan a las partes concernientes y cuya materialización se manifiesta en posiciones de poder (sujeto activo) y de deber (sujeto pasivo), respectivamente.
Una característica principal es que tienen lugar entre sujeto y sujeto ,como si ocurre con las relaciones de hecho .Incluso hay quienes la considera un nombre más para el propio supuesto de la ley misma tiempo que protege sus derechos subjetivos políticos y sociales .Las relaciones jurídicas pueden ser públicos o privados dependiendo de su fin .

## Clases y estructura
En cuanto al contenido de las relaciones jurídicas, se han establecido cuatro tipos:
1. Relaciones obligatorias: el deber de cumplir los derechos del otro sujeto (devolución del préstamo al banco).
2. Relaciones jurídico-reales: el derecho de obrar como considere oportuno el propietario de los bienes que posee, y que tal derecho forma parte de los derechos reales (derecho de propiedad…).
3. Relaciones familiares: dirigidas a garantizar el marco de esta institución (derecho de alimentos entre parientes).
4. Relaciones hereditarias o sucesorias: derechos y deberes de los sucesores de una persona fallecida.
Hay relaciones que son autónomas y por tanto constituyen una sola relación jurídica, se dice que son relaciones independientes (matrimonio). Sin embargo se diferencian otras cuyo origen procede de una relación anterior ya existente y a la cual se subordina; son las relaciones dependientes (subarrendamiento).
La estructura de toda relación jurídica comprende:
- Sujetos: los individuos que se relacionan, ya sean personas naturales o jurídicas. Se determinan dos posiciones:
  - Una de poder, en la que se otorgan unos derechos al sujeto activo que le legitiman para reclamar una conducta determinada a favor del cumplimiento de sus derechos, ya sean por medio de:
    - Derechos subjetivos: facultades sobre la exigencia de ciertas conductas o sobre una cosa en beneficio particular.
    - Potestades: autoriza a una persona para que la patria potestad de los padres sobre sus hijos menores de edad actúe en interés de la parte sometida.
    - Derechos potestativos: por voluntad unilateral la relación se puede ver alterada, modificada o destruida (celebrar/anular un contrato, modificar…)
    - Representante: actúa por cuenta y en nombre de otras personas.

  - Una de deber, la obligación o subordinación por el cumplimiento de los derechos del sujeto activo.
- Objeto: parte de la realidad social limitada por la relación, concretada en los intereses y bienes, ya especificados en una clasificación anterior.
- Contenido: conjunto de derechos y deberes que se reparten entre los sujetos activos y pasivos.

## Presupuestos
1. Alteridad.
Para que exista una relación real tiene que haber al menos dos sujetos. La relación de algo consigo mismo no es real sino meramente mental o de razón (lo cual no significa que sea relevante). Que alguien tenga derechos y alguien tenga deberes. En ocasiones esto plantea dificultades para calificar ciertos deberes y ciertas relaciones como jurídicas: el caso de los deberes con uno mismo; en particular, el tema del suicidio por ejemplo.
El caso de las relaciones donde existe cierta comunidad entre los sujetos (relaciones intrafamiliares) en la titularidad sobre los objetos y los consiguientes derechos y deberes.
2. Igualdad. 
Tiene que ser posible que los sujetos sean mínimamente iguales. No es necesario que sean absolutamente iguales, basta la igualdad que permita cumplir el deber o deberes que entraña toda relación jurídica. Hay casos donde no resulta plenamente posible que uno de los sujetos cumpla plenamente con su deuda. Por ejemplo, las relaciones entre padres e hijos, o entre el individuo y la comunidad social (antiguamente llamada patria, y hoy por algunos llamada la nación). Aquí hay deuda en sentido propio, pero no igualdad.
Estas relaciones, hasta donde puede ser satisfecha la deuda, son jurídicas. Más allá no son propiamente relaciones jurídicas. La ética clásica empleaba la palabra pietas (piedad) para referirse a estas relaciones.

## Elementos internos.
a) Elemento subjetivo (sujetos que lo componen): está integrado por el sujeto activo, titular de los derechos, y los sujetos de derecho, esto es, por personas físicas y entidades a las que el orden jurídico atribuye la condición de sujetos de derecho, quedando excluidos de tal condición los seres irracionales y las entidades inanimadas desprovistas de personalidad jurídica.

b) El objeto de la relación: se reconoce en la denominación de objeto de la relación jurídica a la conducta o a las conductas que constituye el contenido de la misma.
Conviene a este respecto diferenciar con claridad el objeto en sentido estricto de lo que puede ser el motivo o causa de la relación jurídica y la cosa sobre al que recae.
-Motivo o causa de la relación jurídica son las razones que impulsan a su instauración.
-La cosa sobre la que recae la relación jurídica es la realidad que sirve de referencia al interés de los sujetos que la instituyen.

c) El vínculo de atribución: es necesario que exista un vínculo o nexo de atribución entre sujeto activo o sujeto pasivo, de tal manera que al primero le corresponde como la otra vertiente de la relación, la obligación del segundo (sujeto pasivo) y viceversa.